# Misi kardia
«Misi kardia» (en griego: "Μισή καρδιά"; en español: "La mitad del corazón") es el segundo sencillo de la cantante griega Helena Paparizou añadido en su sexto álbum en griego. La canción fue publicada en el 15 de febrero de 2016. Después de casi un año de haber lanzado el primer sencillo para promocionar su nuevo álbum, Otan angeli klene, Helena lanza Misi kardia como segundo sencillo de lo que será el nuevo álbum en griego de la cantante que será lanzado durante el año 2016, tres años después de Ti ora tha vgoume; el anterior álbum en griego.

## Antecedentes
El 13 de noviembre, Helena Paparizou colgaba en su página de Facebook una foto en la cual aparecía en el estudio acompañada de un estado en el cual se podía leer en griego: "Με μισή καρδιά", έρχεται πολύ σύντομα ("'Me misi kardia' muy pronto"). Además el mismo día Yannis Doxas, productor de la cantante también subía una foto a su cuenta de Instagram en la que escribía en inglés:Back to the studio! With my Luv! New single coming up! ("¡Vuelta al estudio!¡Con mi amor!¡El nuevo single está al caer!"). Poco más de un mes después, el 17 de diciembre, Yannis Doxas volvía a colgar en su página de Facebook un mensaje dirigido a los seguidores de la cantante en el que anunciaba el lanzamiento de la nueva canción de Helena Paparizou para mediados de enero de 2016. También, en el mismo mensaje, añadía un pequeño fragmento de la letra además del nombre de compositores, letristas y productores del tema. Finalmente, debido a temas internos de la propia discográfica la canción terminó publicándose en el mes de febrero.

## Composición
Tal y como anunciaba a través de las rede sociales, Yannis Doxas, la canción está compuesta por el Dj Chris Mazz y la letra corre a cargo de Andy Nicolas y el propio Yannis Doxas, quien ha sido letrista en innumerables ocasiones de Helena Paparizou. Por otro lado, la canción está producida por el mismo compositor Chris Mazz.

## Promoción
Aunque el nuevo sencillo en griego de la cantante Helena Paparizou saldría el 15 de febrero a la venta digital, junto a la publicación del videoclip, la canción comenzó a sonar en las radios griegas justo una semana antes. Dos de las más importantes radios griegas, Dromos FM y KosmoRadio, comenzaron con la promoción de la nueva canción durante la primera semana de febrero anunciando su salida en radios. Además de esto, Dromos FM realizó un evento meet & greet el domingo 7 de febrero donde un grupo de fanes seleccionados por un sorteo de la emisora pudo escuchar en primicia el nuevo sencillo junto a la cantante.

### Videoclip
El videoclip para el sencillo tal y como anunció Helena Paparizou a través de su cuenta oficial de Facebook, el videoclip ha sido dirigido por Sherif Francis. Fue grabado durante el 21 de enero en Atenas.

## Canciones
Misi Kardia

| N.º | Título        | Duración |  |
| 1.  | «Misi Kardia» | 3:52     |  |

Misi Kardia (DJ Pantelis Remix)

| N.º | Título                            | Duración |  |
| 1.  | «Misi Kardia - DJ Pantelis Remix» | 3:44     |  |

## Posicionamiento
| Listas                  | Posición más alta |
| ----------------------- | ----------------- |
| Greek iTunes Chart      | 1                 |
| Cyprus iTunes Chart     | 1                 |
| Swedish Stream Chart    | 9                 |
| Grecia Airplay Chart    | 25                |
| Spotify Viral 50 Greece | 1                 |